# ITストラテジスト試験
ITストラテジスト試験（アイティーストラテジストしけん、Information Technology Strategist Examination、略号ST）は、情報処理技術者試験の一区分である。試験制度のスキルレベル4（スキルレベルは1～4が設定されている。）に相当し、高度情報処理技術者試験の一つである。対象者像は「企業の経営戦略に基づいて、ビジネスモデルや企業活動における特定のプロセスについて、情報技術を活用して改革・高度化・最適化するための基本戦略を策定・提案・推進する者。また、組込みシステムの企画及び開発を統括し新たな価値を実現するための基本戦略を策定・提案・推進する者」。

## 概要
超上流工程において、企業のトップマネジメントと共に、事業戦略・事業計画からシステム化計画の立案と実行を主導する戦略家（ストラテジスト）としての能力を認定する。高度な経営戦略知識・IT戦略知識・コンサルティング能力を持ち、経営者の立場で、企業の経営方針を左右する意志決定能力を証明することから、経営企画や最高情報責任者（CIO）などの幹部候補、ITコンサルといった立場の者を想定した国家資格である。
1994年（平成6年）に開始されたシステムアナリスト試験を前身とし、のちに上級システムアドミニストレータ試験（上級シスアド）の出題範囲を吸収したうえで現行の試験名称に変更された。後述する歴史的経緯や試験対象者に要求される水準・役割から、事実上の情報処理技術者試験制度の頂点と考えられる。

## 試験の難易度
公表されている合格率は例年15%未満であるが、受験者の大部分は既に応用情報技術者試験（スキルレベル3）や基本情報技術者試験（スキルレベル2）は勿論、他の高度情報処理技術者試験の区分にも複数合格している場合が多いため、実際の難易度は相対的に非常に高いものとなっている。偏差値は71とされている。
当試験は形式的には他の高度情報処理技術者試験と同じスキルレベル4であるが、歴史的な経緯や求められる水準・役割から、高度試験の中でも最高峰の区分と呼ばれることも多い。これは、制度改定前に情報処理推進機構の作成したロードマップで、前身のシステムアナリスト試験（スキルレベル5）が最終到達点として位置付けられており、後継資格である当試験も同等の位置付けであることに由来する。
また、IT系の資格では唯一、弁護士、公認会計士、医師、技術士等と並び、厚生労働大臣によって「専門的知識等を有する労働者」に指定されており、労働基準法において特例扱いの対象となる。これらの理由から、本資格を取得した社員に与える褒賞金の額を最大に設定する企業が多く、中には100万円を超えるものもあるほどである。

## 沿革
- 1994年（平成6年）システムアナリスト試験が秋期から年一回実施。
- 1996年（平成8年）上級システムアドミニストレータ試験が秋期から年一回実施。
- 2009年（平成21年）両者を統合して年一回秋期に実施。なお、ITストラテジスト試験はシステムアナリスト試験を母体として、上級システムアドミニストレータ試験の範囲を吸収した形となっている。
- 2014年（平成26年）午前II科目の出題対象に情報セキュリティ分野が追加。
- 2020年（令和2年）シラバス改訂により、午前II科目で情報セキュリティ分野からの出題が強化される。また、新型コロナウイルス（COVID-19）の影響により、2020年10月に予定されていた秋期試験が、従来の春期試験での高度区分の試験として実施されたため中止。
- 2021年（令和3年）上記の前年度中止に伴い、春期試験として実施され、翌年以降も春期試験に時期を変更して実施している。

## 形式
午前I
試験時間50分。四肢択一式（マークシート使用）で30問出題され全問解答。他の高度情報処理技術者試験と共通のスキルレベル3相当の問題が出題される。満点の60%を基準点とし、基準点以上で午前I試験通過となる。基準点に達しなかった場合は不合格で、午前II・午後I・午後IIは採点されない。
午前II
試験時間40分。四肢択一式（マークシート使用）で25問出題され全問解答。ストラテジ系全般から出題されるが、特に「経営戦略マネジメント」の出題比率が高く例年10問程度出題されている。また、2014年（平成26年）以降は「情報セキュリティ」が出題対象に追加されており、必ず1～2問は出題されるようになっている。
満点の60%を基準点とし基準点以上で午前II試験通過となる。基準点に達しなかった場合は不合格で、午後I・午後IIは採点されない。
2020年度（令和2年度）の試験より、「情報セキュリティ」が重点分野に引き上げられる。
| 分類           | 午前Iと午前IIの両方で出題される領域 特に午前IIではスキルレベル4かつ重点分野                                                                                             | 午前Iと午前IIの両方で出題される領域 スキルレベル3 | 午前Iでのみ出題される領域（午前IIでは対象外） スキルレベル3 |
| -------------- | --- | ------------------------------------------------- | --- |
| テクノロジ系   | - 情報セキュリティ：2014年度（平成26年度）より午前IIの出題対象に追加（当時はスキルレベル3だった）。2020年度（令和2年度）よりスキルレベル4かつ重点分野に引き上げられる。 |                                                   | - 基礎理論（離散数学、応用数学、アルゴリズム、プログラミングなど） - コンピュータシステム（構成要素、ハードウェア、ソフトウェア） - ヒューマン・インタフェース・デバイス、マルチメディア - データベース - コンピュータネットワーク - システム開発技術、ソフトウェア開発管理技術 |
| マネジメント系 | |                                                   | - プロジェクトマネジメント - ITサービスマネジメント、システム監査 |
| ストラテジ系   | - システム戦略、システム企画 - 経営戦略マネジメント - ビジネスインダストリ（IoT関連領域） - 企業活動                                                                    | - 技術戦略マネジメント - 法務                     | |

午後I
試験時間90分。記述式で3題出題され2題を選択して解答。基準点以上で午後I試験通過となる。基準点に達しなかった場合は不合格で、午後IIは採点されない。
2020年度（令和2年度）の試験より、組み込みシステムに関する領域で、第四次産業革命関連の新技術（AI、ビッグデータ、IoTなど）の活用についての内容の出題が強化された。
2024年度試験より組み込みシステムは出題対象外になった。2023年度までは4題出題され、1題が組み込みシステムの問題であった。
午後II
試験時間120分。論文課題形式で2題出題され1題を選択して解答。課題について実務体験をもとに概ね2,000～3,000文字程度で論述する。A,B,C,Dのランクで採点され、Aランクで最終的に合格となる。Aランク以外の場合は不合格。
2024年度試験より組み込みシステムは出題対象外になった。2023年度までは3つのテーマが出題され、1つは組み込みシステム関連のテーマであった。
科目免除
下記の試験に合格又は基準点を得れば2年間、午前Iの科目免除が受けられる。
- 応用情報技術者試験に合格すること。
- いずれかの高度情報処理技術者試験に合格すること。
- 情報処理安全確保支援士試験に合格すること。
- いずれかの高度情報処理技術者試験の午前Iに基準点以上を得ること。
- 情報処理安全確保支援士試験の午前Iに基準点以上を得ること。

## 合格者の特典
- 合格又は午前Iに基準点以上を得れば2年間、他の高度情報処理技術者試験及び情報処理安全確保支援士試験の午前Iの科目免除が受けられる。
- 科目免除又は任用資格
  - 弁理士試験の科目免除（理工V・情報）
  - 中小企業診断士試験の科目免除（経営情報システム）
  - 技術士試験（情報工学部門）の科目免除（第一次試験専門科目）[6]
  - ITコーディネータ（ITC）試験の科目免除
  - 技術陸曹・海曹・空曹及び予備自衛官補（技能公募）の任用資格
  - 警視庁特別捜査官の4級職（警部補）のサイバー犯罪捜査官の任用資格
- 省庁・官庁での階級評価試験として認知されており、難関の試験として評価することが多い。そのため官公庁のみならず、大手メーカや情報サービス業、金融機関など、報奨一時金、昇格・昇給、採用条件となるなど民間でも評価する企業が多い。

## その他
- IT人材育成センター国家資格・試験部の統計資料による累計値

| 区分                           | 区分                   | 受験者数（人） | 合格者数（人） | 合格率（%） |
| ------------------------------ | ---------------------- | -------------- | -------------- | ----------- |
| システムアナリスト             | 1994年度秋期～2000年度 | 26,161         | 1,783          | 6.8         |
| システムアナリスト             | 2001年度～2008年度     | 25,744         | 2,485          | 9.7         |
| 上級システムアドミニストレータ | 1996年度～2000年度     | 23,040         | 1,648          | 7.2         |
| 上級システムアドミニストレータ | 2001年度～2008年度     | 23,833         | 2,159          | 9.1         |
統計資料の応募者・受験者・合格者の推移表において、上記の数値は本試験に計上されている。
- 2018年5月時点での最年少合格記録は、2016年度試験の19歳である[8]。